# Sommedieue
Sommedieue – miejscowość i gmina we Francji, w regionie Grand Est, w departamencie Moza.
Według danych na rok 1990 gminę zamieszkiwało 968 osób, a gęstość zaludnienia wynosiła 29 osób/km² (wśród 2335 gmin Lotaryngii Sommedieue plasuje się na 379. miejscu pod względem liczby ludności, natomiast pod względem powierzchni na miejscu 46.).